# カメレオン座アルファ星
カメレオン座α星 (カメレオンざアルファせい、α Cha / α Chamaeleontis) は、カメレオン座で最も明るい恒星で、薄黄色の主系列星である。日本からは観ることが出来ない。